# Allophatnus abdominalis
Allophatnus abdominalis là một loài tò vò trong họ Ichneumonidae.